# Юліан Пшибось
Юліан Пшибось (пол. Julian Przyboś; 5 березня 1901, Гвозниця Долішня — 6 жовтня 1970, Варшава) — польський поет, есеїст, перекладач, дипломат, директор бібліотеки.

## Біографія

### Дитинство
Народився у Гвозниці у селянській сім'ї як п'ята дитина Юзефа і Гелени з Петиняків (1866—1945), доньки сільського вчителя. З 1912 до 1920 р. навчався у гімназії Ряшева. 

### Міжвоєнне двадцятиліття

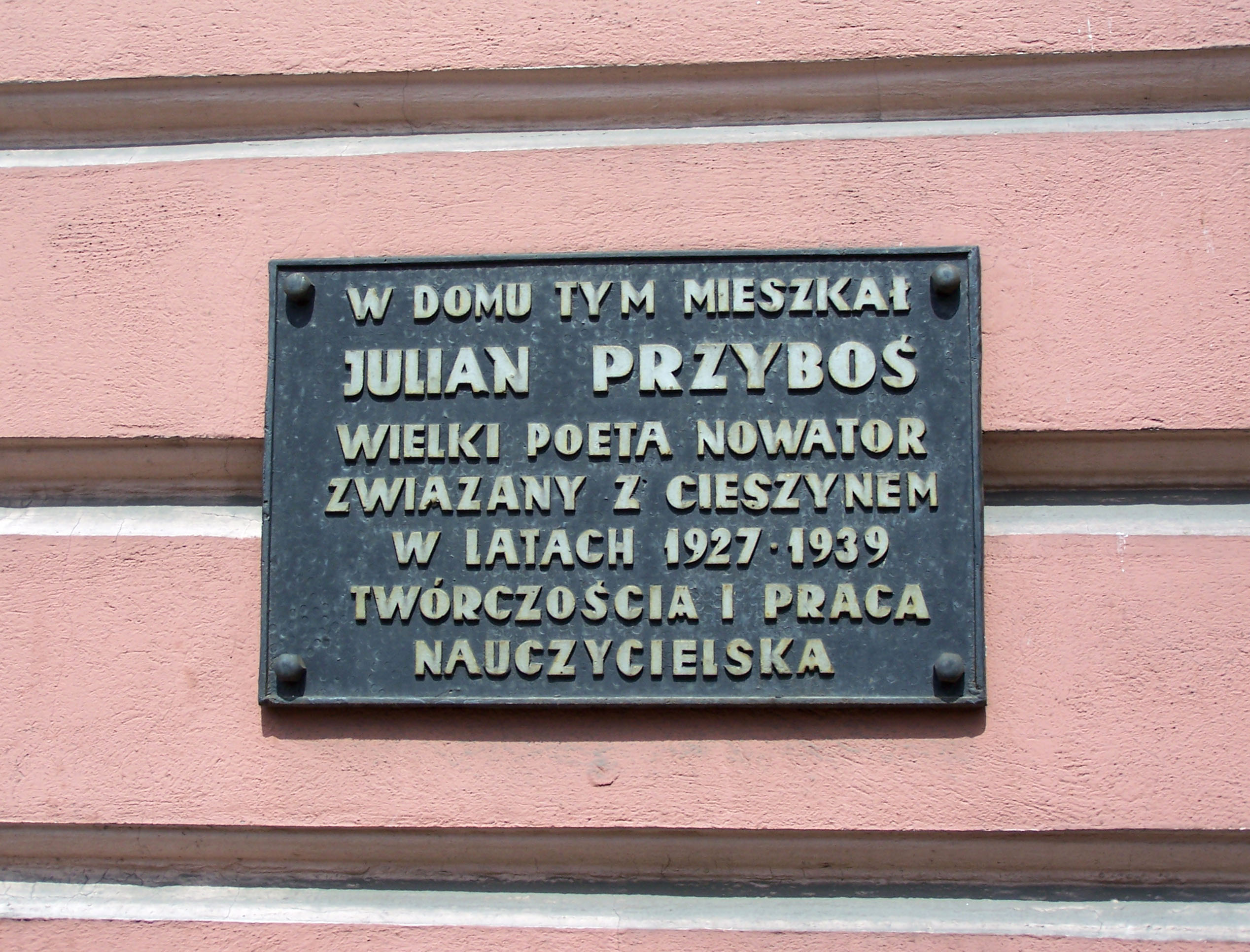
Пам'ятна дошка у Цєшині

У 1918 р. як учень 7 класу вступив до лав Польської Організації Військової і брав участь в антиавстрійських саботажних та диверсійних акціях, а з листопада 1918 до січня 1919 — в боях за Львів проти українців. Тоді Юліан познайомився з Геронімом Нєгошем, який мав великий вплив на його тогочасний світогляд та ранню творчість. Після матури, у червні 1920 поет вступив до Польського Війська і був учасником польсько-радянської війни (бої під Львовом і Красним), де потрапив у полон, але зміг звідти втекти.
З 1920 до 1923 вивчав польську філологію у Яґеллонському університеті. З червня 1921 разом з братом Стефаном заснували академічний Літературно-Мистецький Гурток, який пізніше брати Пшибосі переформатували в Академічний клуб «Діоніс».
Пізніше працював вчителем у різних районах: 1923—1925 в Сокалі, 1925—1927 у Хшануві і 1927—1939 в Цєшині, де навчав у Державній Гімназії ім. А. Осуховського, а пізніше у Державній природничо-математичній гімназії. у 1937 та 1938/1939 був на навчанні в Парижі(двічі отримував платний відпочинок від шкільної влади). В міжвоєнний період співпрацював з різними письмовими органами, в яких були надруковані його маніфести.

### II світова війна
У грудні 1939 поет переїхав з Богуміля до Львова, де працював у бібліотеці Оссолінських. Був співавтором виданого у 1940 в Києві підручника з польської літератури для 10 класу.
14 жовтня 1941 його арештувало гестапо. Після звільнення (завдяки старанням дружини) наступні два роки він прожив у родинному селі, займаючись працею в полі.

### Післявоєнні роки
У 1947—1951 працював дипломатом у Швейцарії. Потім виконував обов'язки директора Яґеллонської бібліотеки в Кракові. У 1955 переїхав до Варшави.  
Був двічі одружений, мав три доньки. Похований в родинній місцевості на парафіяльному кладовищі при костелі св. Антонія Падевського.

## Творчість
Юліан Пшибось був одним із найвідоміших поетів Краківського Авангарду. Його поетичну творчість можна поділити на два етапи.

### Рання поезія
Перші збірки віршів поет опублікував в половині двадцятих років. В цих творах можна побачити великий вплив теорії Тадеуша Пайпера. Для поезії цього періоду є характерним захоплення свідомим творчим зусиллям, робота завдяки якій можна опанувати матерію. Героями його творів часто стають робітники, ремісники. Також можна прослідкувати зацікавлення технікою, яку описує Пшибось, вживаючи часто наукові терміни.

### Дозріла поезія
Дозріла поезія Юліана Пшибося датується 30-ми роками ХХ століття. Тоді поет публікує три збірки віршів. На місце цивілізації та міста закралася пейзажна лірика. Пшибось реалізує програму авангардного письма. Для його віршів характерна дисципліна слова та символу. Він став взірцем у використанні та створенні метафор.
В поезії митця є багато автобіографічних мотивів, пов'язаних із селянським дитинством.

### Поетичний доробок
Поетичним доробком поета є збірки:
- Śruby (1925)
- Обома руками (1926)
- З-понад (1930)
- У глибину лісу (1932)
- Вирівнювання серця (1938)
- Поки ми живемо (1944)
- Місце на землі (1945)
- Вертикальний кидок (1952)
- Найменше слів (1955)
- Надія зі світла (1958)
- Репетиція цілого (1961)
- Більше про маніфест (1962)
- На знак (1965)
- Невідома квітка (1968)

Юліан Пшибось також був автором невикористаного сценарію до фільму під назвою «Лук», опублікував збірники есе: «Читаючи Міцкевича», «Лінія і галас» і «Поетичний сенс», а також поетичний щоденник «Записи без дати».